# 玉池町
玉池町（たまいけちょう）は、愛知県名古屋市西区の地名。丁番を持たない単独町名である。住居表示未実施。

## 地理
名古屋市西区北部に位置する。東は清里町・砂原町、西は二方町、南は赤城町に接する。

## 歴史

### 町名の由来
旧字名の玉塚より玉を採り、また、付近には由池・赤池・渋池など池のつく地名が多かったことから、玉池と命名したとされる。

### 沿革
- 1960年（昭和35年）3月8日 - 上小田井土地区画整理組合の設立が認可される[9]。
- 1975年（昭和50年）10月15日 - 西区山田町大字上小田井の一部により、同区玉池町として成立[1]。
- 1981年（昭和56年）1月11日 - 西区山田町大字比良・花原町の各一部を編入する[1]。

## 世帯数と人口
2019年（平成31年）2月1日現在の世帯数と人口は以下の通りである。
| 町丁   | 世帯数  | 人口  |
| ------ | ------- | ----- |
| 玉池町 | 546世帯 | 994人 |

## 学区
市立小・中学校に通う場合、学校等は以下の通りとなる。また、公立高等学校に通う場合の学区は以下の通りとなる。
| 番・番地等 | 小学校                 | 中学校                 | 高等学校 |
| ---------- | ---------------------- | ---------------------- | -------- |
| 全域       | 名古屋市立比良西小学校 | 名古屋市立山田東中学校 | 尾張学区 |

## 交通
- 愛知県道451号名古屋外環状線[7]

## 施設
- 名古屋市立比良西小学校[7]
- 玉塚南公園[7]
- 山崎製パン[7]名古屋工場
- 関戸ダンボール製造所[8]

## その他

### 日本郵便
- 郵便番号 : 452-0812[4]（集配局：名古屋西郵便局[12]）。